# Lårdals kommun
Lårdals kommun (norska: Lårdal kommune) var en kommun i Telemark fylke i Norge. Kyrkbyn Lårdal utgjorde kommunens centralort.

## Administrativ historik
Lårdals kommun upprättades den 1 januari 1838 (som Laurdal formannskapsdistrikt) när Formannskapslovene från 1837 trädde i kraft. Kommunen omfattade då den östra delen av nuvarande Tokke kommun samt den sydöstra delen av nuvarande Vinje kommun.
1860 bröts Øyfjells socken (med 243 invånare) ut ur kommunen för att tillsammans med Raulands socken ur Vinje kommun bilda Raulands kommun. Den återstående delen omfattade den östra delen av nuvarande Tokke kommun.
Den 1 januari 1964 gick Lårdals kommun, tillsammans med Mo kommun, upp i den då nybildade Tokke kommun. Kommunens hade då 1 929 invånare.

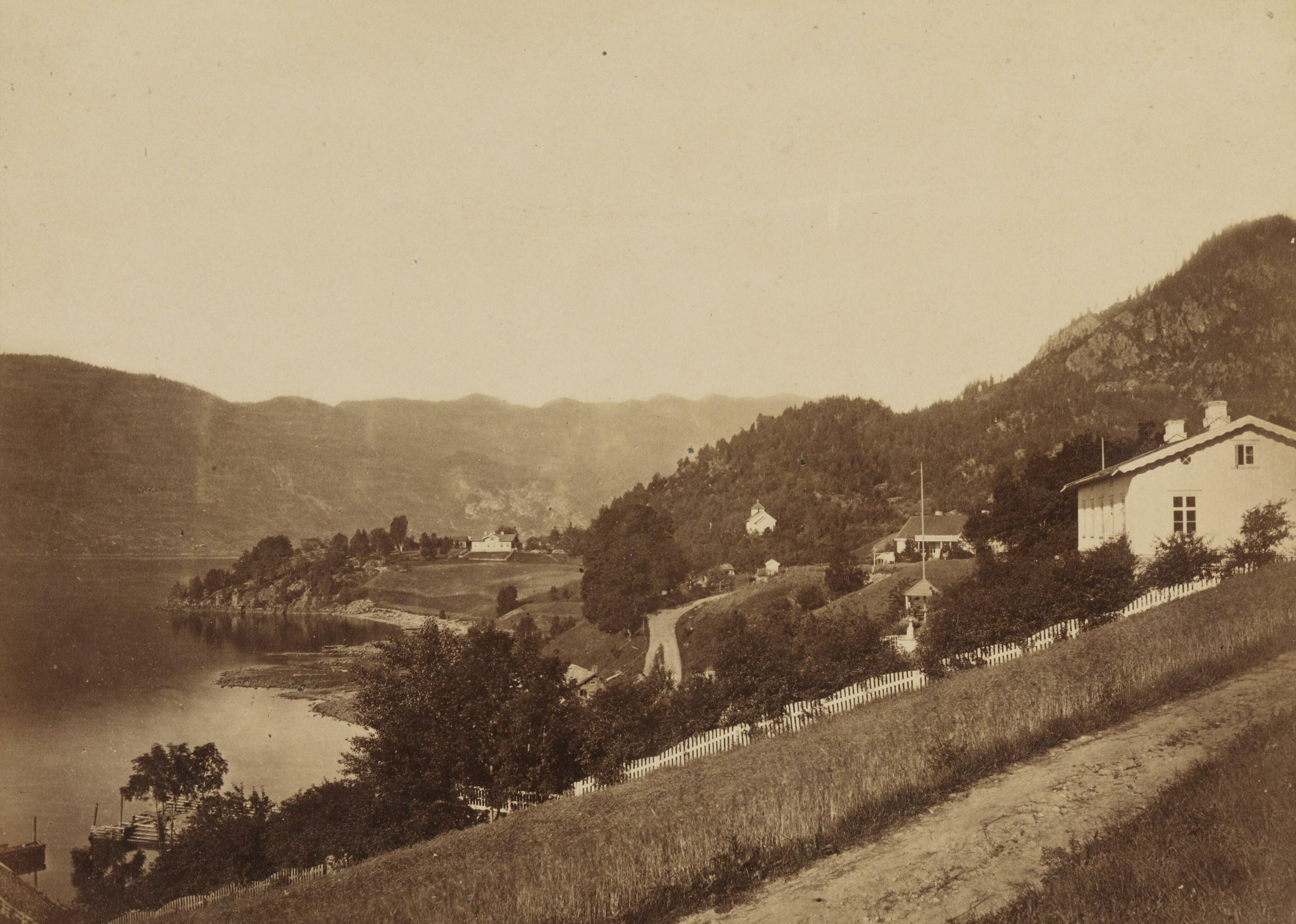
Lårdal.